# Villanueva de las Manzanas
Villanueva de las Manzanas es un municipio y lugar español de la provincia de León, en la comunidad autónoma de Castilla y León. En el municipio se encuentran los pueblos de Palanquinos, Villacelama, Villanueva de las Manzanas y Riego del Monte, y cuenta con una población de 502 habitantes (INE 2024).

## Geografía

### Ubicación
| Noroeste: Villaturiel      | Norte: Villaturiel           | Noreste: Mansilla Mayor     |
| Oeste: Campo de Villavidel |                              | Este: Mansilla de las Mulas |
| Suroeste Cabreros del Río  | Sur: Corbillos de los Oteros | Sureste: Santas Martas      |

## Demografía
Cuenta con una población de 502 habitantes (INE 2024).
| Gráfica de evolución demográfica de Villanueva de las Manzanas entre 1857 y 2021 |
| |
| Población de derecho según los censos de población del INE Población de hecho según los censos de población del INE Entre el censo de 1857 y el anterior aparece este municipio porque se segrega de Mansilla de las Mulas |